# ブラジルワイン

ブラジル最南端のリオグランデ・ド・スル州はブラジルの主要ワイン生産拠点。

ブラジルワインは、ブラジルで生産されるワインの総称である。ブラジルが比較的広大な葡萄園を有する一方、その大部分は食用ブドウの生産を占めており、ワインの生産は少量に限られる。ブラジルは北部に赤道が通り、国土のほとんどは暑さと湿度の高さによりブドウ栽培に適さない。ブラジルのワイン生産のほとんどは国土の南部に集中し、赤道から外れ、ウルグアイとアルゼンチンに近いリオグランデ・ド・スル州にある。そのエリアではまた、葡萄園の多くが高くより涼しい丘陵の場所に位置し、大部分はセラ・ガウチャ地域にある。
より高品質のワイン（vinho fino）がヨーロッパのブドウ属ヴィティス・ヴィニフェラ から生産され、2003年にブラジルの68,000ヘクタール(170,000エーカー)のうち5,000ヘクタール（12,000エーカー）にその種類のブドウ木が植えられた。残りはアメリカのブドウ木または交配のブドウ木で、その多くはブラジルの生育条件下での栽培がとても容易である。

## 歴史
ヨーロッパのブドウ木をブラジルに導入でいくつかの少し成功した試みがその世紀の間に達成された。最初のブドウ木は1532年にポルトガル人がブラジルに持ち込み、それらをサンパウロ州で栽培した。イエズス会はスペインのブドウ木をリオグランデ・ド・スル州へ1626年に持ち込み、18世紀の開拓者がアゾレス諸島からやって来て、マデイラ諸島とアゾレス諸島からブドウ木の切穂を持ってきた。1840カ所のイザベラ（ヴィティス・ラブルスカ の品種）の農園がリオグランデ南岸にあり、最初の成功したブラジルのブドウ農園と考えられている。1870年代後期までに、ワイン造りはより確固としてセラ・ガウチャに定着した。そこではイタリア移民がブドウ栽培の多くを行ない、ほとんどアメリカのブドウ木が生産された。いくつかのイタリアのブドウ品種とタナが後に加えられた。
さらなる高品質を目指したワイン生産が1970年代に始まり、いくつかの国際的なワイン会社がブラジルに投資をしてノウハウと現代的設備を持って来た。